# Сачук Юлія Миколаївна
Сачук Юлія Миколаївна (нар.25 квітня 1982, Луцьк, УРСР) — правозахисниця, експертка з прав людей з інвалідністю, голова громадської організації людей з інвалідністю «Fight For Right», співзасновниця агенції  «Доступне кіно».

## Життєпис
Народилася і провела дитинство в місті Луцьк. Свій правозахисний шлях розпочала ще з дитинства, коли довелось відстоювати своє право навчатись у загальноосвітній школі, а не школі-інтернаті для дітей з порушенням зору. 
Попри те, що від навчання на факультеті міжнародних відносин її відмовляли всі - родина та оточення,  Юля наполягла на своєму – для неї було важливо не тільки йти своїм шляхом, а й довести, що вона може вчитися нарівні з іншими.
Мріяла стати військовою журналісткою та робити репортажі з гарячих точок, але на той час коли потрібно було обирати університет, на думку викладачів та соціуму, інвалідність була вагомим бар’єром[джерело не вказане 1497 днів].
Захоплюється плаванням.

## Освіта
Закінчила Волинський національний університет імені Лесі Українки (раніше — Східноєвропейський національний університет імені Лесі Українки) за спеціальністю  «Міжнародні відносини».
У 2014 році навчалась за програмою «Толерантність та недискримінація» у США.
У 2023 році здобула освіту з  міжнародного права та політик у сфері інвалідності (LLM Disability Law and Policy) університету Галвея, Ірландія (University of Galway)  

## Кар'єра
В університеті Юлія познайомилася з молодими людьми, які теж мали інвалідність по зору[джерело не вказане 1497 днів].
У 2006 році лучани провели Перший Всеукраїнський форум незрячої молоді. На подію з'їхалися незрячі активісти з різних куточків України.
Після форуму виникла ідея створити громадську організацію «Генерація успішної дії», в якій Юлія обійняла посаду віцепрезидентки[джерело не вказане 1497 днів].
Метою організації було внесення змін до законодавства стосовно людей з інвалідністю. Зокрема, вдалося домогтися затвердження маркування лікарських засобів шрифтом Брайля, ініціювати проект адаптації зовнішнього незалежного оцінювання для абітурієнтів із порушенням зору, адаптувати у аудіоформаті інформацію про кандидатів у депутати на виборах 2014 року та розіслати інструкції для членів виборчих дільниць.
За рік після створення організації Юлія переїздить до Києва[джерело не вказане 1497 днів]. 
З 2007 по 2011 роки працювала асистенткою в міжнародній правозахисній організації Amnesty International Ukraine де здобула досвід організацій громадських акцій, проведенні адвокаційних кампаній, лобіюванні.
«Саме там у мене викристалізувалося розуміння, за що я борюся, чому права – це важливо. Я б не хотіла, щоб людей із інвалідністю сприймали як пацієнтів або як об'єктів для жалості. Бо пацієнти – означає невключені у процеси, а жалість – це компроміс із совістю: пошкодував, отже ніби щось і зробив», – говорить Юлія.
2011-2015 — працювала медіаексперткою в Ukrainian Media Holding (UMH Group)[джерело не вказане 1497 днів]
2011 —  дотепер є експерткою у Коаліція з протидії дискримінації[джерело не вказане 1497 днів]
У 2016 році стала координаторкою проєкту «Fight For Right» в рамках «Кампанія проти дискримінації».
У 2017 —  «Fight For Right» виросла з маленького проєкту у  громадську організацію, яку очолила Юлія Сачук. Зараз організація успішно реалізовує освітні та просвітницькі проєкти, та об’єднує команду з 30 людей.
Представляла Україну під час заходів органів ООН з питань інвалідності (Нью-Йорк, 2018; Женева 2019) 
2019 —  увійшла до складу робочої групи з доступності у  Центральна виборча комісія України
2019 — експертка Фонду соціального захисту осіб з інвалідністю з оцінки проектів на конкурс програм (проектів, заходів), для виконання яких надається фінансова підтримка з державного бюджету[джерело не вказане 1497 днів]
2020 — стала співавторкою курсу "Захист прав людей з інвалідністю" на платформі Прометеус
2020 —  номінована як кандидатка від України до комітету ООН з прав осіб з інвалідністю
Наприкінці 2020 року отримала Національну правозахисну премію від коаліції Правозахисний порядок денний, за особистий внесок у захист прав людини[джерело не вказане 1497 днів]
2021 — увійшла в Раду з моніторингу та виконання Національної стратегії зі створення безбар’єрного простору України  [джерело не вказане 1497 днів]
2022 - стала однією із лідерок програми Фундації Обами "Лідери Європи". Під час повномасштабного російського вторгнення лідери та лідерки програми підтримали Юлію та всю команду Fight For Right. Барак Обама особисто відзначив роботу Юлії та її організації з порятунку людей з інвалідністю під час повномасштабного російського вторгнення в Україну.
З початком повномасштабного вторгнення Юлія разом з командою розробили механізм негайного реагування для порятунку українок та українців з інвалідністю. На початок 2025 року, організація Fight For Right, яку очолює Юлія, допомогла понад 30 000 тисячам людей і продовжує надавати допомогу.
У 2022 році Юлія стала однією зі 100 найуспішніших жінок за версією BBC.
У 2023 році Юлія увійшла у ТОП-50 лідерок Forbes Ukraine 2023 до якого увійшли жінки, завдяки яким наша країна вистояла у найважчі часи і продовжує боротися за перемогу. 

## Сім'я
Виховує сина Тараса та кішок Лолу і Квінну[джерело не вказане 1497 днів]

## Цікаві факти
Мріє одного дня полетіти в космос[джерело не вказане 1497 днів]